# Daniel Alter
Daniel Alter (geboren 1959 in Nürnberg) ist ein deutscher Rabbiner. Von 2012 bis Ende 2015 war Daniel Alter Antisemitismusbeauftragter der Jüdischen Gemeinde zu Berlin. Seit November 2020 ist er Landesrabbiner der Liberalen Jüdischen Gemeinde in der Freien und Hansestadt Hamburg.

## Leben
Alter wuchs in Frankfurt am Main auf. Er studierte Rechtswissenschaften in Frankfurt sowie Judaistik und Pädagogik an der Hochschule für Jüdische Studien in Heidelberg. Er wirkte als Religious Education Coordinator bei der Frankfurt Jewish Military Community der US-Armee und als Bundesjugendleiter der Zionistischen Jugend in Deutschland. Er ist Herausgeber des 1993 erschienenen Jugendbuches Prinzessin Sabbat. Alter war Vorsitzender der von 1990 bis 2005 bestehenden Gesellschaft für christlich-jüdische Zusammenarbeit in Seligenstadt. 1999 wurde er Lehrer für Religion, Bibel und Jüdische Religionsphilosophie an der Jüdischen Oberschule Berlin. Ab 2001 studierte er am neugegründeten Abraham-Geiger-Kolleg, wo er 2006 als einer der drei ersten Rabbiner ordiniert wurde. Von September 2006 bis Juli 2008 war Alter Rabbiner an der Jüdischen Gemeinde Oldenburg und Delmenhorst. Seitdem ist er bei der Allgemeinen Rabbinerkonferenz Deutschland (ARK) für das SchazMaz-Programm zuständig, welches den vertretungsmäßigen Einsatz von Rabbinern und Vorbetern an jüdische Gemeinden koordiniert. Zudem ist er Gemeinderabbiner in Unna und unterstützte vorübergehend die Gemeinde Beit Warszawa in Warschau. 
Mitte November 2020 wurde Alter von der Liberalen Jüdischen Gemeinde Hamburg zu ihrem neuen Gemeinde- und Landesrabbiner ernannt. Er übernimmt die Stelle des im September ausgeschiedenen Landesrabbiners Moshe Navon. 
Alter ist verheiratet und Vater zweier Töchter.

### Überfall 2012
Am 28. August 2012 wurde Alter im Berliner Stadtteil Schöneberg im Beisein seiner damals siebenjährigen Tochter auf der Straße von vier mutmaßlich arabischstämmigen Jugendlichen gefragt, ob er Jude sei. Als Alter bejahte, wurde er beleidigt, geschlagen und verletzt und seine Tochter bedroht. Der Überfall, von dem es keine Zeugen gibt und der bis heute unaufgeklärt bleibt, rief bundesweit und international Empörung hervor. Das israelische Außenministerium nannte die Tat einen „Akt brutalsten Rassismus“ und richtete an die deutschen Behörden die Erwartung, die Täter zur Verantwortung zu ziehen und Wiederholungen solcher Gewalttaten zu verhindern. 150 Personen folgten einem auf Facebook verbreiteten Aufruf zu einer Demonstration der Solidarität mit Alter am 1. September 2012 in der City West, wobei die männlichen Teilnehmer Kippot trugen. Auf einer weiteren Demonstration mit 1500 Teilnehmern in Schöneberg am 2. September 2012 betonte Alter seinen Willen, sich ungeachtet des Angriffes „für den interreligiösen Dialog und die Verständigung von Völkern und Nationen einzusetzen“. Der deutsche Außenminister Guido Westerwelle äußerte sich im Rahmen eines Interviews zur Religionsfreiheit in Deutschland „zutiefst schockiert“ über den Überfall.
In mehreren Auftritten und Interviews in verschiedenen Medien wiederholte Alter seine These von der „No-go-Area“ für Juden, z. B. in Berlin-Neukölln. Als Reaktion auf diese Statements wurde im Dezember 2013 die antirassistische Initiative Salaam-Schalom in Neukölln von Muslimen und Juden gegründet. Ein Jahr nach der Tat titelte der Tagesspiegel ein Gespräch von Sandra Dassler mit Daniel Alter mit der Überschrift: Ein Jahr nach dem antisemitischen Angriff: Rabbi Daniel Alter: "Ich hätte das Datum fast vergessen".

### Antisemitismusbeauftragter der Jüdischen Gemeinde zu Berlin
Von 2012 bis Ende 2015 war Daniel Alter Antisemitismusbeauftragter der Jüdischen Gemeinde zu Berlin.

#### Vorträge bei Burschenschaften
In seiner Funktion als Antisemitismusbeauftragter sprach er am 12. Februar 2014 im Haus der Berliner Burschenschaft Gothia bei einem Burschenschaftlichen Abend der „Vereinigung Alter Burschenschafter zu Berlin (VAB)“, veranstaltet von der Burschenschaft Gothia in Kooperation mit der Sängerschaft Borussia Berlin, zum Thema „Gemeinsam über Aufklärung gegen latenten und offenen Antisemitismus“. Beachtenswert ist dabei die Tatsache, dass die Burschenschaft Gothia Mitglied der Deutschen Burschenschaft ist, die von Medien mit Rechtsextremismus in Verbindung gebracht wird. 2016 hielt er außerdem noch einen Vortrag über Antisemitismus bei der Jenaischen Burschenschaft Germania.

## Schriften
- Prinzessin Sabbat. Jüdische Erzählungen. Mit Illustrationen von Ephraim Moses Lilien, Rowohlt, Reinbek 1993 (Rotfuchs 727).

## Auszeichnungen
- 2012: Bambi (Kategorie: „Integration“)